# Jacopone da Todi
Jacopone da Todi [ejtsd: jakopóne] (1230 körül – 1306. december 25.) olasz költő, akit születése helyéről, Todiról, a perugiai kerületben levő kis városról neveznek így. Családneve dei Benedetti.

## Élete
Eleinte ügyvédségre adta magát, de amikor fiatal nejét egy összeomló emelvény maga alá temette, szakított addigi életmódjával; minden vagyonát a szegényeknek, minden idejét a vezeklésnek szánta.
 
Hihetetlen módon kezdte magát sanyargatni: arra vágyott, hogy az emberek minél inkább megvessék, utálják, kinevessék; örült, ha bolondnak tartották, és amiket tett, valóban igazolni látszott e hitet.
Több verse van, melyeket mintha delíriumban írta volna.
 
A középkori miszticizmus nem nyilatkozik mindig ilyen féktelen és művészietlen formában, nem mindig egy beteg fantázia vad kitöréseinek benyomását teszi, mint nála.
 Jacopone da Todi csatlakozott azokhoz a bíbornokokhoz, akik a pápával hadakoztak, de foglyul esett és VIII. Bonifác láncra verette, egy földalatti börtönbe csukatta, ahol öt évig kellett sínylődnie. Csak Bonifác utódja, XI. Benedek adta vissza szabadságát 1303-ban.
 
Erős költői tehetsége vitathatatlan, de e tehetsége csak versei egyes soraiban villámlik fel; egyenletes, művészi értékű költeményt alig írt. Sokáig túlbecsülték, neki tulajdonítva számos oly művet is, melyekről később kiderült, hogy a XV. századból valók, s melyek alapján némelyek, pl. Frédéric Ozanam, Dante előfutárának is megtették. Jacopone da Todit kiváló latin költőnek is hirdették, neki tulajdonítva a Stabat Matert is, melyet azonban illetékes bírák szintén másnak, III. Incének tulajdonítanak.
 
Irodalomtörténeti szempontból legérdekesebbek laudái, melyekben néhol már bizonyos cselekmény is folyik, fölmutatva azt az átmenetet, melyben a párbeszédes dicsének lassan-lassan színdarabbá változik.

## Művei magyarul
- Jacopo da Todi himnusza a Fájdalmas Anyáról In: Babits Mihály: Amor Sanctus – A középkor latin himnuszai, Magyar Szemle Társaság, Budapest, 1933, 176–182. o.
- Himnuszok In: Sík Sándor: Himnuszok könyve, Szent István Társulat, Budapest, 1943, 377–389. o.
- Himnuszok In: Szedő Dénes: Ferences himnuszok, Budapest, 1944, 64–76. o.
- Isten rabjai. Assisi Szent Ferenc, Jacopone da Todi, Celanói Tamás írásai és versei; Interpopulart, Szentendre, 1993 (Populart füzetek)
- Szentségtörők és mártírok. Drámák Kálnoky László fordításában. Jacopone da Todi. Christopher Marlowe. Philip Massinger. Johann Wolfgang Goethe. Friedrich Schiller; Magvető, Bp., 1989